# Zingel
Zingel – rodzaj ryb z rodziny okoniowatych. W polskiej literaturze znane pod nazwą czop.

## Występowanie
Dorzecze rzek: Dniestr, Dunaj, Prut, Rodan, Wardar.

## Klasyfikacja
Gatunki zaliczane do tego rodzaju:
- Zingel asper – czop francuski[4]
- Zingel balcanicus
- Zingel streber – czop żółty[2][4], czop małopromienny[4]
- Zingel zingel – czop czarny[2][4], czop wielopromienny[4]

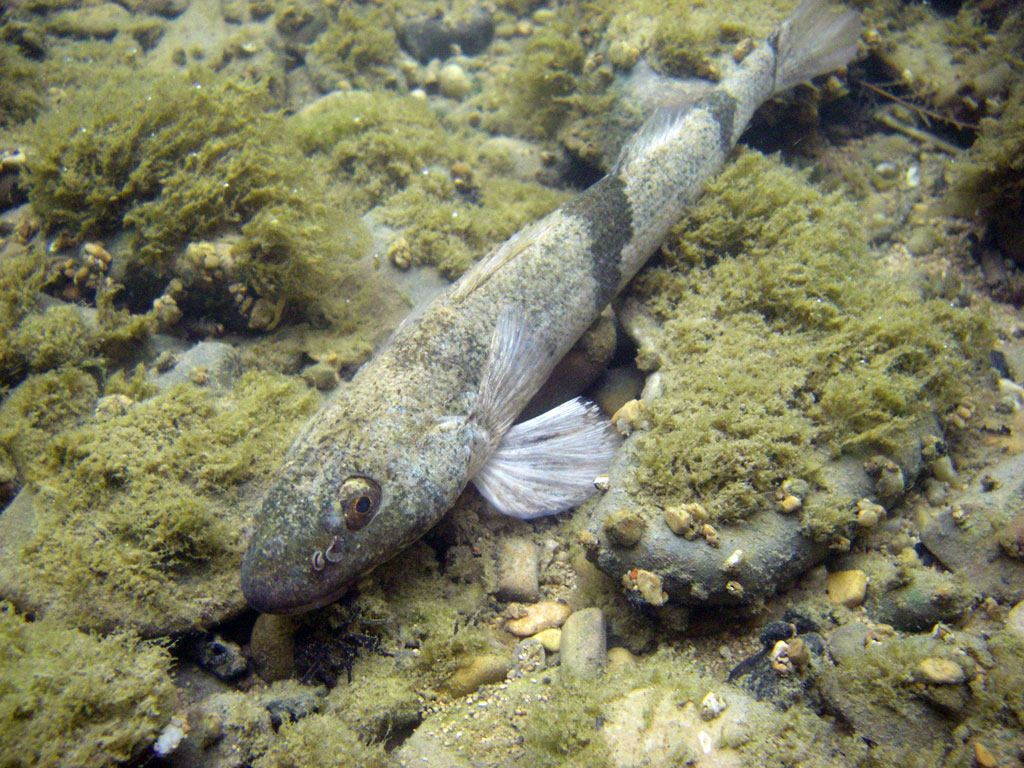
Zingel asper
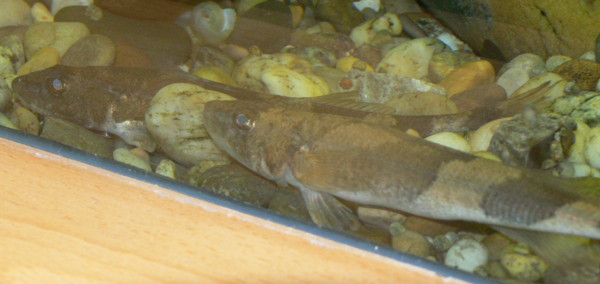
Zingel streber